# Saint Louis megye (Missouri)
Saint Louis megye az Amerikai Egyesült Államokban, azon belül Missouri államban található. Megyeszékhelye Clayton, legnagyobb városa Florissant. Lakosainak száma 1 004 125 fő (2020. április 1.). Saint Louis megye St. Charles, Saint Louis, Jefferson, Madison, Franklin, St. Clair és Monroe megyékkel határos.

## Népesség
A megye népességének változása:
| Lakosok száma | 998 920 | 999 171 | 1 000 473 | 1 001 444 | 1 003 362 | 1 004 125 |
|               | 2010    | 2011    | 2012      | 2013      | 2015      | 2020      |